# دارکوب‌های قهوه‌ای
دارکوب‌های قهوه‌ای (سردهٔ Jynx) یک گروه کوچک ولی ویژه از دارکوب‌های جهان قدیم هستند. این پرنده نخودی‌رنگ است با نقش شطرنجی قهوه‌ای مایل به خاکستری. پاهای آن مانند دیگر دارکوب‌ها دو انگشت در جلو و دو انگشت در عقب دارد. پرهای تارکش گاهی سیخ می‌شود. پروازش موجی است و بیشتر از آنکه خودش دیده شود صدایش به گوش می‌رسد.